# Deutscher Frauenrat
Deutscher Frauenrat, Tyska kvinnorådet, är en tysk kvinnoorganisation, grundad 1951. Den fungerar som en rikstäckande paraplyorganisation för tyska kvinnoföreningar.
Föreningen bildades 1951 då den organiserade tyska kvinnorörelsen återuppstod efter kriget, och har sitt ursprung i Bund Deutscher Frauenvereine, som upplöstes efter det nazistiska maktövertagandet 1933. Föreningen verkar för jämlikhet mellan könen.
Rådet uppmärksammades i Sverige efter ett utspel av Claes Borgström där han tyckte att Sveriges herrlandslag i fotboll borde bojkotta fotbolls-VM 2006 eftersom sexarbete är lagligt i Tyskland. Deutscher Frauenrat stöder den rådande lagstiftningen i Tyskland och deltog under VM i kampanjen Abpfiff! för förbättrade villkor för sexarbete.